# Радянська система військової готовності
Радя́нська систе́ма військо́вої гото́вності — описує основні принципи військової організації комплектування армії особовим складом та технікою в Радянському Союзі.

## Принцип
Совіти утримували свої підрозділи у різних ступенях готовності в мирний час та поділяли свої сухопутні формування за двома основними категоріями готовності:
- розгорнута — (рос. развернутая) — готова (розширена, наповнена)
- нерозгорнута — (рос. неразвернутая) — неготова.

Ці широкі категорії відображали різницю готовності з огляду на укомплектованість особовим складом, оснащеність, рівень підготовки та призначення. Підрозділ вважався готовим, якщо він був здатним вести бойові операції з частковою мобілізацією, або взагалі без неї.
Система управління готовністю була надзвичайно гнучкою. Добре підготовлені сили утримувалися у Східній Європі. У західній частині Радянського Союзу утримувались підрозділи змішаного стану готовності, які, здебільшого, складалися з невеликих «ядер» з розгорнутих дивізії зниженого штату та великої кількості кадрованих, нерозгорнутих підрозділів, які були неготовими до негайних дій. В глибині території Радянського Союзу більшість підрозділів утримувались у статусі нерозгорнутих низької комплектності.
Радянська система також мала приклади великих з'єднань (дивізій), у складі яких деякі підрозділи утримувались в стані високої готовності й були добре підготовленими, а інші у цей же час утримувались у кадрованому або стані розгорнутих зменшеного штату. Наприклад, дивізія могла складатися з одного або більше розгорнутих полків, поки всі інші її полки мали статус кадрованих або нерозгорнутих.
Кожна з широких категорій готовності була поділеною на різні підгрупи.

### Розгорнуті дивізії
- Дивізія повного складу (рос. Дивизия полного состава) — також називалися дивізіями І ешелону — не потребували мобілізації резервістів та мали все штатне оснащення (95 % або більше) — проводять повну програму підготовки, оснащені останніми зразками озброєння та готові до негайних бойових операцій. «Присутні на чергуванні» сили в цих підрозділів змінювалися на щоденній основі. При оголошенні тривоги викликався персонал відсутній на чергуванні в дивізії. Протягом 1980-х років на цьому рівні утримувались 30 танкових та мотострілецьких дивізій у складі груп військ, шість повітрянодесантних дивізій, 3 мотострілецькі дивізії в Афганістані та одна танкова дивізія в Монголії.

- Дивізія скороченого складу (рос. Дивизия сокращенного состава) — також називалися дивізіями ІІ ешелону — 42 дивізії підпадали під цю категорію. Існувало два загальних варіанти комплектування всередині цих підрозділів — деякі були укомплектовані між 70-85 % штату воєнного часу (Розгорнута скороченого складу I), а інші від 55-70 % штату воєнного часу (Розгорнута скороченого складу II). Внутрішні схеми комплектування всередині цих дивізій також відрізнялися — деякі дивізії утримували один або більше полків (мотострілецький або танковий) а інші придані підрозділи (особливо ракетні дивізіони) на, або близько до штатної чисельності воєнного часу, поки інші складові комплектувалися на значно нижчому рівні. Інші дивізії мали один батальйон в кожному полку укомплектований на або близько до штату воєнного часу, поки інші батальйон були укомплектовані за скороченим або кадрованим принципом. Ці дивізії могли бути повністю мобілізованими протягом від 48 до 72 годин.
  - Дивізії скороченого складу I (22 дивізії) — потребували мобілізації резервістів та мали все штатне озброєння (95 % або більше) — проводили модифіковану повну програму підготовки, були оснащені останніми зразками озброєння, та їх складові були готовими до негайних бойових операцій.
  - Дивізії скороченого складу II (20 дивізій) — потребували мобілізації резервістів та мали все штатне озброєння (95 % або більше) — проводили модифіковану повну програму підготовки, в більшості були оснащені останніми зразками озброєння, та їх складові були готові до негайних бойових операцій.

### Нерозгорнуті дивізії
- Кадрована дивізія (рос. Дивизия кадрированная) — 103 дивізії підпадали під цю категорію. Знову було дві основні варіації комплектування — деякі були укомплектовані між 25-40 % від штату воєнного часу (Кадрована повного штату), а інші від 5-25 % від штату воєнного часу (Кадрована низького штату). Всі командні посади на рівні роти й вище були заповнені, й мали достатню кількість старшинського складу для технічного обслуговування обладнання на зберіганні. Штати мирного часу в кадрованих дивізіях загалом обмежувались підготовкою до рівня роти, або в кращому випадку до рівня батальйону, допоки резервісти не будуть мобілізовані. Багато кадрованих дивізій малого штату потребували до 10000 резервістів для мобілізації. Навіть в цих дивізіях, окремі ракетні дивізіони були укомплектовані на рівні від 50 до 100 %. Мобілізація резервістів потребувала до 6 днів, але також додатковий час було необхідно витратити на підготовку, перед тим, як дивізія буде готовою до бойових операцій. Спеціальні навчальні дивізії були вочевидь укомплектовані на 100 % та інколи навіть більше за 100 %, однак, ефективна бойова спроможність цих дивізій була на рівні близько 25 до 30 %, та всі вони класифікувалися як кадровані розширеного штату.
  - Кадровані дивізії повного штату (52 дивізії) — потребували мобілізації великої кількості резервістів — обмежена підготовка, не вище рівня батальйону — старіше оснащення — більшість основних засобів присутня, але дещо скорочені парк автомобілів та броньованих транспортерів.
  - Кадровані дивізії скороченого штату (51 дивізія) — потребували мобілізації великої кількості резервістів — обмежена підготовка, рідко вище за рівень роти — старіше оснащення — більшість основних засобів присутня, але дещо скорочені парк автомобілів та броньованих транспортерів. В основному мотострілецькі дивізії.

### Мобілізаційні дивізії
Дивізійні набори оснащення укомплектовані на складах. Не укомплектовані в мирний час, за винятком наперед призначених офіцерів, які служать у активних дивізіях. Не мали регулярної програми підготовки — істотна нестача оснащення (танки, артилерія та інженерне обладнання переважали) — часто розмішені разом із активними дивізіями. Потребували, щонайменше, місяць для того щоб бути готовими до дій, включаючи скорочену програму підготовки. Також називалися дивізіями 2-го рівня. Скоріше за все існували від 1960-х років, спочатку як ненумеровані комплекти обладнання, які потім отримали власні номери в 1970-х та 1980-х роках. Декілька було розгорнуто в активні дивізії. Розвідка Сполучених Штатів розкрила 25 з цих дивізій станом на 1982 рік, але до 1987 року цей показник був на рівні приблизно 90 дивізій, які існували.

### Не дивізійна готовність
Артилерійські дивізії та артилерійські бригади були укомплектовані за кадрованим рівнем (10 — 20 %), окрім тих, які входили до складу груп військ.
Реактивні артилерійські (РеА) та важкі артилерійські бригади були укомплектовані за кадрованим рівнем (20 — 50 %).
Зенітні ракетні бригади та ракетні бригади були укомплектовані близько або за повною штатною чисельністю.
Армійські та окружні бригади/полки зв'язку та радіотехнічні батальйони були укомплектовані, як розгорнуті підрозділи, але зі скороченим штатом — всі інші підрозділи зв'язку комплектувалися за кадрованим принципом.
Понтонні бригади/полки, Інженерні бригади/полки та підрозділи хімічного захисту комплектувалися за кадрованим рівнем (15 — 40 %).

### Американська структура позначення
Розвідка Сполучених Штатів використовувала наступні категорії готовності по відношенню до радянських дивізій:
- Категорія I: 75 — 100 % штату (NATO: Cathegory A)
- Категорія II: 50 — 75 % штату (NATO: Cathegory B)
- Категорія III: нижче 50 % штату (NATO: Cathegory C)
- Мобілізаційна/безномерна категорія: 0 % штату

## Розподіл
Готовність дивізій за військовими округами у 1980-х роках.
Навчальні дивізії позначено курсивом.
| Ступінь готовності                  | Тип                             | Дивізії                                                                      |
| ----------------------------------- | ------------------------------- | ---------------------------------------------------------------------------- |
| Західна група військ                |                                 |                                                                              |
| Дивізії повного складу              | Танкові дивізії                 | 7 гв., 9, 10 гв., 11 гв., 12 гв., 16 гв., 25, 32 гв., 47 гв., 79 гв., 90 гв. |
| Дивізії повного складу              | Моторизовані стрілецькі дивізії | 20 гв., 21, 27 гв., 35, 39 гв., 57 гв., 94 гв., 207                          |
| Північна група військ               |                                 |                                                                              |
| Дивізії повного складу              | Танкові дивізії                 | 20                                                                           |
| Дивізії повного складу              | Моторизовані стрілецькі дивізії | 6 гв                                                                         |
| Центральна група військ             |                                 |                                                                              |
| Дивізії повного складу              | Танкові дивізії                 | 15 гв., 31                                                                   |
| Дивізії повного складу              | Моторизовані стрілецькі дивізії | 18 гв., 30 гв., 48                                                           |
| Південна група військ               |                                 |                                                                              |
| Дивізії повного складу              | Танкові дивізії                 | 13 гв., 19 гв.                                                               |
| Дивізії повного складу              | Моторизовані стрілецькі дивізії | 93 гв., 254                                                                  |
| Ленінградська військова округа      |                                 |                                                                              |
| Дивізії повного складу              | Повітрянодесантні дивізії       | 76 гв.                                                                       |
| Дивізії скороченого складу          | Моторизовані стрілецькі дивізії | 45 гв., 54, 131                                                              |
| Кадровані дивізії повного штату     | Моторизовані стрілецькі дивізії | 63 гв., 69                                                                   |
| Кадровані дивізії скороченого штату | Моторизовані стрілецькі дивізії | 64 гв., 77 гв., 111                                                          |
| Прибалтійська військова округа      |                                 |                                                                              |
| Дивізії повного складу              | Повітрянодесантні дивізії       | 7 гв.                                                                        |
| Дивізії скороченого складу I        | Танкові дивізії                 | 1, 40 гв.                                                                    |
| Дивізії скороченого складу II       | Моторизовані стрілецькі дивізії | 1 гв.                                                                        |
| Кадровані дивізії повного штату     | Повітрянодесантні дивізії       | 44                                                                           |
| Кадровані дивізії повного штату     | Танкові дивізії                 | 24                                                                           |
| Кадровані дивізії скороченого штату | Моторизовані стрілецькі дивізії | 3 гв., 26 гв., 107, 144 гв.                                                  |
| Білоруська військова округа         |                                 |                                                                              |
| Дивізії скороченого складу I        | Танкові дивізії                 | 6 гв.                                                                        |
| Дивізії скороченого складу I        | Моторизовані стрілецькі дивізії | 120 гв.                                                                      |
| Кадровані дивізії повного штату     | Танкові дивізії                 | 3 гв., 8 гв., 28, 29, 34, 37 гв., 45 гв., 193                                |
| Кадровані дивізії скороченого штату | Моторизовані стрілецькі дивізії | 50 гв.                                                                       |
| Прикарпатська військова округа      |                                 |                                                                              |
| Дивізії скороченого складу I        | Танкові дивізії                 | 23                                                                           |
| Дивізії скороченого складу I        | Моторизовані стрілецькі дивізії | 24, 128 гв.                                                                  |
| Кадровані дивізії повного штату     | Танкові дивізії                 | 30 гв., 117 гв.                                                              |
| Кадровані дивізії повного штату     | Моторизовані стрілецькі дивізії | 66 гв.                                                                       |
| Кадровані дивізії скороченого штату | Моторизовані стрілецькі дивізії | 17 гв., 51 гв., 70 гв., 97 гв., 161                                          |
| Київська військова округа           |                                 |                                                                              |
| Дивізії скороченого складу II       | Танкові дивізії                 | 17 гв.                                                                       |
| Кадровані дивізії повного штату     | Танкові дивізії                 | 22 гв., 48 гв., 75 гв.                                                       |
| Кадровані дивізії повного штату     | Моторизовані стрілецькі дивізії | 72 гв.                                                                       |
| Кадровані дивізії скороченого штату | Танкові дивізії                 | 41 гв., 42 гв.                                                               |
| Кадровані дивізії скороченого штату | Моторизовані стрілецькі дивізії | 25 гв., 36, 46, 47                                                           |
| Одеська військова округа            |                                 |                                                                              |
| Дивізія повного складу              | Повітрянодесантні дивізії       | 98 гв.                                                                       |
| Кадровані дивізії повного штату     | Моторизовані стрілецькі дивізії | 28 гв., 92 гв.                                                               |
| Кадровані дивізії скороченого штату | Моторизовані стрілецькі дивізії | 59 гв., 86 гв., 126., 157, 180                                               |
| Московська військова округа         |                                 |                                                                              |
| Дивізія повного складу              | Повітрянодесантні дивізії       | 106 гв.                                                                      |
| Дивізії скороченого складу I        | Танкові дивізії                 | 4 гв.                                                                        |
| Дивізії скороченого складу II       | Моторизовані стрілецькі дивізії | 2 гв.                                                                        |
| Кадровані дивізії повного штату     | Танкові дивізії                 | 26 гв.                                                                       |
| Кадровані дивізії скороченого штату | Танкові дивізії                 | 60                                                                           |
| Кадровані дивізії скороченого штату | Моторизовані стрілецькі дивізії | 32 гв., 89                                                                   |
| Приволзька військова округа         |                                 |                                                                              |
| Кадровані дивізії повного штату     | Моторизовані стрілецькі дивізії | 43, 96, 213                                                                  |
| Уральська військова округа          |                                 |                                                                              |
| Кадровані дивізії повного штату     | Танкові дивізії                 | 44                                                                           |
| Кадровані дивізії повного штату     | Моторизовані стрілецькі дивізії | 34, 78                                                                       |
| Північно-Кавказька військова округа |                                 |                                                                              |
| Кадровані дивізії повного штату     | Танкові дивізії                 | 14                                                                           |
| Кадровані дивізії повного штату     | Моторизовані стрілецькі дивізії | 19, 42 гв.                                                                   |
| Кадровані дивізії скороченого штату | Моторизовані стрілецькі дивізії | 9, 82                                                                        |
| Закавказька військова округа        |                                 |                                                                              |
| Дивізія повного складу              | Повітрянодесантні дивізії       | 104 гв.                                                                      |
| Дивізії скороченого складу II       | Моторизовані стрілецькі дивізії | 10 гв., 60, 127, 164                                                         |
| Кадровані дивізії повного штату     | Моторизовані стрілецькі дивізії | 100 гв., 147                                                                 |
| Кадровані дивізії скороченого штату | Моторизовані стрілецькі дивізії | 15, 23 гв., 75, 145, 295                                                     |
| Туркестанська військова округа      |                                 |                                                                              |
| Кадровані дивізії повного штату     | Моторизовані стрілецькі дивізії | 4 гв., 61, 88                                                                |
| Кадровані дивізії скороченого штату | Моторизовані стрілецькі дивізії | 58                                                                           |
| Група військ в Афганістані          |                                 |                                                                              |
| Дивізії повного складу              | Повітрянодесантні дивізії       | 103 гв.                                                                      |
| Дивізії повного складу              | Мотострілецькі дивізії          | 5 гв., 108, 201                                                              |
| Середньоазійська військова округа   |                                 |                                                                              |
| Дивізії скороченого складу I        | Танкові дивізії                 | 78                                                                           |
| Дивізії скороченого складу II       | Моторизовані стрілецькі дивізії | 68, 155                                                                      |
| Кадровані дивізії повного штату     | Моторизовані стрілецькі дивізії | 8 гв., 80 гв.                                                                |
| Кадровані дивізії скороченого штату | Моторизовані стрілецькі дивізії | 71, 134, 203                                                                 |
| Сибірська військова округа          |                                 |                                                                              |
| Кадровані дивізії повного штату     | Моторизовані стрілецькі дивізії | 13, 56, 62, 85, 242                                                          |
| Забайкальська військова округа      |                                 |                                                                              |
| Дивізії скороченого складу I        | Танкові дивізії                 | 5 гв.                                                                        |
| Дивізії скороченого складу I        | Моторизовані стрілецькі дивізії | 11 гв.                                                                       |
| Дивізії скороченого складу II       | Моторизовані стрілецькі дивізії | 122 гв.                                                                      |
| Кадровані дивізії повного штату     | Танкові дивізії                 | 49                                                                           |
| Кадровані дивізії повного штату     | Моторизовані стрілецькі дивізії | 38 гв.                                                                       |
| Кадровані дивізії скороченого штату | Моторизовані стрілецькі дивізії | 52, 198, 245                                                                 |
| Група військ у Монголії             |                                 |                                                                              |
| Дивізії повного складу              | Танкові дивізії                 | 2 гв.                                                                        |
| Дивізії скороченого складу I        | Моторизовані стрілецькі дивізії | 41                                                                           |
| Дивізії скороченого складу II       | Танкові дивізії                 | 51                                                                           |
| Дивізії скороченого складу II       | Моторизовані стрілецькі дивізії | 12, 91                                                                       |
| Далекосхідна військова округа       |                                 |                                                                              |
| Дивізії скороченого складу I        | Моторизовані стрілецькі дивізії | 29, 67, 81 гв., 123 гв., 192, 270                                            |
| Дивізії скороченого складу II       | Моторизовані стрілецькі дивізії | 40, 135, 199, 265, 266, 277                                                  |
| Кадровані дивізії повного штату     | Танкові дивізії                 | 21 гв., 27                                                                   |
| Кадровані дивізії повного штату     | Моторизовані стрілецькі дивізії | 121, 129, 272                                                                |
| Кадровані дивізії повного штату     | Кулеметно-артилерійські дивізії | 18                                                                           |
| Кадровані дивізії скороченого штату | Моторизовані стрілецькі дивізії | 22, 33, 73, 79, 99                                                           |